# Lijst van zoogdieren met Nederlandse namen - N
Dit is een lijst van zoogdieren met Nederlandse namen met als beginletter van hun wetenschappelijke naam een N.
| Wetenschappelijke naam   | Eerste keuze                                                                                          | Overige Nederlandse namen                                      | Commentaar |
| ------------------------ | --- | -------------------------------------------------------------- | ---------- |
| Naemorhedus baileyi      | Rode goral                                                                                            |                                                                |            |
| Naemorhedus goral        | Himalayagoral                                                                                         |                                                                |            |
| Nandinia binotata        | Pardelroller                                                                                          | Tweevlekkige palmroller, West-Afrikaanse palmroller, Boomcivet |            |
| Nanger dama              | Damagazelle                                                                                           |                                                                |            |
| Nanger granti            | Grantgazelle                                                                                          |                                                                |            |
| Nanger soemmerringii     | Soemerringgazelle                                                                                     |                                                                |            |
| Nannosciurus melanotis   | Aziatische dwergeekhoorn (Nannosciurus: Aziatische dwergeekhoorn: N. melanotis: Zwartoordwergeekhoorn |                                                                |            |
| Napaeozapus insignis     | Boshuppelmuis                                                                                         |                                                                |            |
| Nasalis larvatus         | Neusaap                                                                                               |                                                                |            |
| Nasua narica             | Witsnuitneusbeer                                                                                      | Gewone neusbeer, Coati                                         |            |
| Nasua nasua              | Rode neusbeer                                                                                         | Rode coati                                                     |            |
| Nasua nelsoni            | Nelson-neusbeer                                                                                       |                                                                |            |
| Nasuella olivacea        | Kleine neusbeer                                                                                       | Bergcoati                                                      |            |
| Natalus stramineus       | Mexicaanse trechteroorvleermuis                                                                       | Trechteroorvleermuis                                           |            |
| Neacomys dubosti         | Dubosts stekelmuis                                                                                    |                                                                |            |
| Neamblysomus julianae    | Juliana's kopermol                                                                                    |                                                                |            |
| Nectogale elegans        | Tibetaanse waterspitsmuis                                                                             |                                                                |            |
| Neofelis nebulosa        | Nevelpanter                                                                                           |                                                                |            |
| Neofiber alleni          | Floridawaterrat                                                                                       | rondstaartmuskusrat, Prairierat                                |            |
| Neomys anomalus          | Millers waterspitsmuis                                                                                | Millerwaterspitsmuis, Moerasspitsmuis, Moeraswaterspitsmuis    |            |
| Neomys fodiens           | Waterspitsmuis                                                                                        |                                                                |            |
| Neophascogale lorentzi   | Lorentzbuidelmuis                                                                                     |                                                                |            |
| Neophoca cinerea         | Australische zeeleeuw                                                                                 |                                                                |            |
| Neophocaena phocaenoides | Indische bruinvis                                                                                     |                                                                |            |
| Neoromicia nanus         | Bananendwergvleermuis                                                                                 |                                                                |            |
| Neoromicia tenuipinnis   | Kleinste vleermuis                                                                                    |                                                                |            |
| Neotoma albigula         | Amerikaanse woestijnrat                                                                               |                                                                |            |
| Neotoma cinerea          | Pluimstaartrat                                                                                        |                                                                |            |
| Neotomodon alstoni       | Vulkaanmuis                                                                                           |                                                                |            |
| Neotomys ebriosus        | Andesmoerasrat                                                                                        |                                                                |            |
| Neotragus batesi         | Bates' dwergantilope                                                                                  |                                                                |            |
| Neotragus pygmaeus       | Dwergantilope                                                                                         | Royalantilope, Dwergbokje                                      |            |
| Neovison macrodon        | Zeemink                                                                                               |                                                                |            |
| Neovison vison           | Amerikaanse nerts                                                                                     | Mink                                                           |            |
| Nesokia indica           | Kortstaartmolrat                                                                                      |                                                                |            |
| Nesolagus netscheri      | Sumatraans konijn                                                                                     | Kortoorhaas                                                    |            |
| Nesomys lambertoni       | Lambertonmadagascarrat                                                                                |                                                                |            |
| Nesomys rufus            | Gewone Madagaskarrat                                                                                  |                                                                |            |
| Nesotragus moschatus     | Soeni                                                                                                 |                                                                |            |
| Neurotrichus gibbsii     | Amerikaanse spitsmuismol                                                                              |                                                                |            |
| Nilgiritragus hylocrius  | Nilgirithargeit                                                                                       |                                                                |            |
| Ningaui ridei            | Wongai-ningaui                                                                                        |                                                                |            |
| Noctilio albiventris     | Kleine hazenlipvleermuis                                                                              |                                                                |            |
| Noctilio leporinus       | Grote hazenlipvleermuis                                                                               | Grote visservleermuis                                          |            |
| Nomascus concolor        | Ruifgibbon                                                                                            | Kuifgibbon, witwanggibbon                                      |            |
| Nomascus gabriellae      | geelwangruifgibbon                                                                                    | Geelwanggibbon, geelwangkuifgibbon                             |            |
| Nomascus leucogenys      | Witwanggibbon                                                                                         | Witwangruifgibbon, witwangkuifgibbon                           |            |
| Notamacropus agilis      | Zandwallaby                                                                                           | Beweeglijke wallaby                                            |            |
| Notamacropus dorsalis    | Aalstreepwallaby                                                                                      | Rugstreepwallaby                                               |            |
| Notamacropus eugenii     | Tammarwallaby                                                                                         | Derbywallaby, tammar, Eugenewallaby, Tamarwallaby              |            |
| Notamacropus greyi       | Oostelijke Irmawallaby                                                                                | Greys wallaby                                                  |            |
| Notamacropus irma        | Irmawallaby                                                                                           |                                                                |            |
| Notamacropus parma       | Parmawallaby                                                                                          |                                                                |            |
| Notamacropus parryi      | Witwangwallaby                                                                                        | Parrywallaby                                                   |            |
| Notamacropus rufogriseus | Bennettwallaby                                                                                        | Gewone Bennettwallaby, Bennetts wallaby                        |            |
| Notiosorex crawfordi     | Grijze woestijnspitsmuis                                                                              |                                                                |            |
| Notomys alexis           | Australische springmuis                                                                               |                                                                |            |
| Notomys cervinus         | Bruine Australische springmuis                                                                        |                                                                |            |
| Notomys longicaudatus    | Langstaartspringmuis                                                                                  |                                                                |            |
| Notoryctes caurinus      | Kleine buidelmol                                                                                      |                                                                |            |
| Notoryctes typhlops      | Gewone buidelmol                                                                                      |                                                                |            |
| Nyctalus azoreum         | Azorenvleermuis                                                                                       | Azoren rosse vleermuis                                         |            |
| Nyctalus lasiopterus     | Grote rosse vleermuis                                                                                 | Reuzenvroegvlieger                                             |            |
| Nyctalus leisleri        | Bosvleermuis                                                                                          |                                                                |            |
| Nyctalus noctula         | Rosse vleermuis                                                                                       | vroegvlieger                                                   |            |
| Nyctereutes procyonoides | Wasbeerhond                                                                                           | Marterhond                                                     |            |
| Nycteris grandis         | Grote spleetneusvleermuis                                                                             | Grote spleetneus                                               |            |
| Nycteris hispida         | Ruigharige spleetneusvleermuis                                                                        |                                                                |            |
| Nycteris javanica        | Pronkneusvleermuis                                                                                    |                                                                |            |
| Nycteris thebaica        | Thebaanse spleetneusvleermuis                                                                         |                                                                |            |
| Nycticebus coucang       | Grote plompe lori                                                                                     | Plompe lori, koekang                                           |            |
| Nycticebus pygmaeus      | Kleine plompe lori                                                                                    |                                                                |            |
| Nyctimene cephalotes     | Groothoofdbuisneusvleerhond                                                                           |                                                                |            |
| Nyctimene major          | Grote buisneusvleerhond                                                                               |                                                                |            |
| Nyctimene rabori         | Filipijnse buisneusvleermuis                                                                          |                                                                |            |
| Nyctimene robinsoni      | Robinsonbuisneusvleerhond                                                                             |                                                                |            |
| Nyctomys sumichrasti     | Midden-Amerikaanse vesperrat                                                                          | Sumichrasts vesperrat                                          |            |

A · 
B ·
C ·
D ·
E ·
F ·
G ·
H ·
I ·
J ·
K ·
L ·
M ·
N ·
O ·
P ·
R ·
S ·
T ·
U ·
V ·
W ·
X ·
Z